# Ross Macdonald
Ross Macdonald, wł. Kenneth Millar (ur. 13 grudnia 1915 w Los Gatos, zm. 11 lipca 1983 w Santa Barbara) – amerykański pisarz pochodzenia kanadyjskiego, autor powieści kryminalnych; twórca postaci prywatnego detektywa Lew Archera.

## Życie i twórczość
Urodził się jako Kenneth Millar w Kalifornii, choć wychowywał się w Kanadzie, skąd pochodzili jego rodzice. W 1938 ożenił się z Margaret Sturm, koleżanką z liceum, później również autorką kryminałów. Podczas II wojny światowej służył w armii amerykańskiej, a po jej zakończeniu osiadł w Santa Barbara w Kalifornii.
Wczesne powieści publikował pod własnym nazwiskiem, pisywał także do magazynów kryminalnych. Używał pseudonimów: John Macdonald, John Ross Macdonald i Ross Macdonald, by zapobiec myleniu z twórczością swej żony.
Pierwszą powieścią, w której pojawia się jego główny literacki bohater – Lew Archer, jest Ruchomy cel (1949). Łącznie cykl utworów z jego postacią liczy 18 tytułów, dzięki czemu pisarz bywa porównywany z mistrzem czarnego kryminału Raymondem Chandlerem.
Na podstawie powieści Macdonalda powstały filmy: Ruchomy cel (Harper) w 1966 oraz Zdradliwa toń (The Drowning Pool) w 1975, z Paulem Newmanem w roli głównej.
Miejscem akcji jego powieści bywają nieistniejące miejscowości, np. Santa Teresa i Pacific Point.

## Cykl poweściowy z L. Archerem

### Powieści
- Ruchomy cel (The Moving Target, 1949), tłum. Zofia Zinserling
- Zdradliwa toń (The Drowning Pool, 1950), tłum. Marek Fedyszak
- The Way Some People Die (1951)
- Uśmiech śmierci (The Ivory Grin, 1952), tłum. Wiesław Horabik
- Odszukać ofiarę (Find a Victim, 1954), tłum. Piotr Cieplak
- Okrutne wybrzeże (The Barbarous Coast, 1956), tłum. Grzegorz Kołodziejczyk
- Potępieni (The Doomsters 1958), tłum. Dorota Wieczorek i Zbigniew Grabowski
- Sprawa Galtona (The Galton Case, 1959), tłum. Wacław Niepokólczycki
- Kobiety Wycherly’ego (The Wycherly Woman, 1961), tłum. Michał Ronikier
- Pasiasty karawan (The Zebra-Striped Hearse, 1962), tłum. Jadwiga Olędzka
- Chłód (The Chill, 1964), tłum. Paweł Korombel
- Z tamtej strony dolara (The Far Side of the Dollar, 1965), tłum. Kalina Wojciechowska
- Lewe pieniądze (Black Money, 1966), tłum. Krzysztof Zarzecki
- Śmiertelny wróg (The Instant Enemy, 1968), tłum. Zygmunt Halka
- Pożegnalne spojrzenie (The Goodbye Look, 1969), tłum. Robert Ginalski
- Człowiek pogrzebany (The Underground Man, 1971), tłum. Krzysztof Zarzecki
- Śpiąca królewna (Sleeping Beauty 1973), tłum. Robert Ginalski
- Błękitny młoteczek (The Blue Hammer 1976), tłum. Michał Ronikier

### Zbiory opowiadań
- Nazywam się Archer (The Name Is Archer, 1955), tłum. Anna Tanalska-Dulęba, Kazimierz Piotrowski
- Nazywam się Archer 1 – zawiera: Szukać kobiety (Find the woman), Zaginiona dziewczyna (Gone girl), Dama z brodą (The bearded lady)
- Nazywam się Archer 2 – zawiera: Samobójstwo (The Suicide), Zawiniła blondynka (Guilt-Edged Blonde), Pogoń za cieniem (Wild Goose Chase)
- Lew Archer: Private Investigator (1977) – zbiór złożony z The Name is Archer i dwóch innych opowiadań
- Strangers in Town (2001) – zbiór złożony z opowiadania tytułowego, The Angry Man oraz jednego opowiadania z Joe Rogersem

## Inne publikacje

### Napisane pod nazwiskiem Kenneth Millar
- Mroczny tunel (The Dark Tunnel, 1944), tłum. Zygmunt Halka
- Trouble Follows Me (1946)
- Blue City (1947)
- Troista droga (The Three Roads, 1948), tłum. Jerzy Jarosław Malinowski

### Napisane pod nazwiskiem John Ross Macdonald
- Spotkamy się w kostnicy (Meet Me at the Morgue, 1953), tłum. Robert Piotrowski

### Napisane pod nazwiskiem Ross Macdonald
- The Ferguson Affair (1960)

## Ekranizacje
- Ruchomy cel (Harper, 1966), reż. Jack Smight – ekranizacja powieści Ruchomy cel (The Moving Target, 1949)
- The Underground Man (1974), reż. Paul Wendkos – ekranizacja powieści Człowiek pogrzebany (The Underground Man, 1971)
- Archer (1975) – sześcioodcinkowy serial telewizyjny
- Zdradliwa toń lub Basen topielców (The Drowning Pool, 1975), reż. Stuart Rosenberg – ekranizacja powieści Zdradliwa toń (The Drowning Pool, 1950)
- Double Negative (1980), reż. George Bloomfield – ekranizacja powieści Troista droga (The Three Roads, 1948)
- Smutne miasto (Blue City, 1986), reż. Michelle Manning – ekranizacja powieści Blue City (1947)
- Zachowania mordercy lub Piętno mordercy lub Sprawa Fergusona (Criminal Behavior, 1992), reż. Michael Miller – ekranizacja powieści The Ferguson Affair (1960)
- Le loup de la côte Ouest (2002), reż. Hugo Santiago – ekranizacja opowiadania Zawiniła blondynka (Guilt-Edged Blonde)